# Leonard Slatkin
Leonard Slatkin (Los Angeles, 1944. szeptember 1. –) amerikai karmester.

## Élete
Los Angelesben született, szülei is muzsikusok voltak, alapító tagjai a hollywoodi vonósnégyesnek (Hollywood String Quartet). Korán, már fiatalon hegedülni, zongorázni, brácsázni tanult, valamint zenekari vezénylést, zeneszerzést tanult Castelnuovo-Tedesco-nál.
1962-ben az indianai egyetemen, 1963-ban pedig a Los Angelesi Kollégiumban folytatta tanulmányait.
Az első karmesteri leckéket apjától vette, később azonban komolyabb tanulmányokat a coloradoi Aspen Music School-ban Walter Susskind-nál folytatta 1964-től.

## Munkássága
1968-tól New Yorkban, a Juilliard School of Music-ban Jean Morel tanítványa lett, még ebben az évben a St. Louis Szimfonikus Zenekar karmesterének, Walter Susskindnek a helyettese lett, 1971-ben társkarmestere, 1974-ben társ-vezető karmestere, 1975-ben pedig vezető vendégkarmestere.
Európában Londonban mutatkozott be először a Royal Filharmonikus Zenekar vendégkarmestereként 1974-ben. Vendégkarmesterként több neves komolyzenei zenekarral ezután több helyen, Észak-Amerikában és Európában, Távol-Keleten és Ausztráliában szerepelt, előadásaiban magas szinten közvetített, klasszikus, romantikus és a 20. századi zenedarabok szerepeltek.
1977-től zenei tanácsadója lett a New Orleans-i Filharmonikusoknak, ezt a beosztást 1980-ig töltötte be.
Közben 1979-től a minnesotai Szimfonikus Zenekar zenei direktora volt a nyári koncerten. Még ugyanebben az évben szintén zenei igazgatója lett a St. Louis-i Szimfonikusoknak, 1985-ben velük turnézott Európában.
1990-ben a massachusettsi Mansfieldben a Great Woods Performing Arts, nyáron a Pittsburghi Szimfonikusoknak is zenei igazgatója lett. 1991-ben bemutatkozott a Metropolitan Opera-ban, 1992-ben kitüntetették őt Elgar Medalt díjjal.
1994-ben kinevezett zenei igazgatója lett Washingtonban a Nemzeti Szimfonikusoknak, 1996-ban, megkapta a „Conductor Laureate” címet. Ebben az évben Nemzeti Szimfonikusoknál végzett tevékenysége, a zenei igazgatóság és karmesterkedés mellett a New York-i Filharmonikusok karmestere is volt, időszakonként pedig Japánban a NHK Szimfonikusokkal lépett fel. 1997 szeptemberében a szoros kapcsolata megszűnt a New York-i Filharmonikusokkal, de megmaradt vezető vendégkarmesternek három évre. Ez alatt az idő alatt a Filharmonikusokkal fellépett az edinburghi fesztiválon, a birminghami Symphony Hallban, és számos koncertet adott a Royal Festival Hall-ban.
Előadásokat tartott a Royal Concertgebouw Orchestra-val és 1999-ben ő vezényletével a zenekar két hétig az Amerikai Fesztiválon vett részt, a Concertgebouw Hallban.
Az Orange Fesztiválon a Francia Nemzeti Zenekart vezénylete, a Nabucco előadásán. Vezényelte a Német Szimfonikusokat Berlinben, a drezdai Staatskapellében és a római Santa Caecilia-ban.
Karmesterkedett a Berlini Filharmonikusok, a Párizsi Zenekar, a Párizsi Rádiózenekar, valamint a bécsi, és cseh Szimfonikusoknál is.
2004-ben karmestere volt a Dán Rádiózenekarnak, az NDR-nek, a WDR-nek, BBC Filharmonikusoknak, a Holland Rádiózenekarnak, a Royal Stockholm Filharmonikusoknak, a spanyol Nemzeti Zenekarnak, és a Lyoni Zenekarnak.
Leonard Slatkin bemutatkozó koncertje, mint vezető karmester a BBC Szimfonikus Zenekarban 2000-ben, Autumnban volt, a zenekar 70. születésnapjára rendezett jubileumi koncerten. Ezután zenekarával több koncertet is adtak Európában, Amerikában, nagy sikerrel bemutatták John Corigliano II. szimfóniáját Washingtonban és New Yorkban.
2004-ben a fő fellépései Európához kötötte, Amszterdam, Drezda, Prága, Bécs, Barcelona és Madrid a fő állomáshelyei.
Leonard Slatkin eddig több mint száz lemezfelvételt készített, melyre 4 Grammy-díjat kapott, és 15 Grammy-díj jelölést. Lemezfelvételei Haydntól Sosztakovicsig átölte a zeneszerzők főbb műveit, a lemezek a St Louis Symphony, Philharmonia, London Philharmonic, Londoni Szimfonikus Zenekar és a Bayerischer Rundfunk Orchestra közreműködésével készültek. Operaelőadásokon is karmesterként részt vett, Bavaria Radi Rómeó és Júlia, valamint Plácido Domingo szerepléseinél is karmesterkedett a washingtoni Operában és a Metropolitan-ben.
2005-ben a washingtoni Nemzeti Szimfonikusoknál Fischer Iván vezető vendégkarmesteri beosztást kapott, és komoly esélye lehet 2006-ban a zeneigazgatói posztról távozó Slatkin posztjának betöltésére.
Slatkin négyszer nősült meg.